# ماسان (کامیاران)
ماسان (به کردی ماسان masan)، روستایی از توابع بخش موچش شهرستان کامیاران در استان کردستان ایران است. از روستاهای نزدیک ماسان می توان به کوله ساره و نجف آباد و سرچی اشاره کرد.
مردم این روستا به زبان کُردی، گویش سورانی و لهجه اردلانی صحبت می‌کنند. این روستا به دلیل واقع شدن در دل کوه‌ها و ارتفاعات زاگرس، دارای آب و هوای خنک و معتدل در تابستان و همینطور زمستان‌های بسیار سرد می‌باشد.

## تاریخ
روستای ماسان از دیرباز محل سکونت انسان‌ها بوده است، این را از قبر ها و منازل و وسایل قدیمی یافت شده در روستا که عده‌ای از آنها مربوط به غیرمسلمانان است می‌توان فهمید. این چیزها نشان ‌می‌دهد که تاریخ این محل به دوران ئیش از اسلام می‌رسد.
ازجمله آثار تاریخی این روستا می‌توان به مسجد قدیمی روستا اشاره کرد که دوبار ترمیم شده است، یکبار در حوالی سال 1000 ه‌ش و بار دیگر در سال 1380ه‌ش، اما متاسفانه از تاریخ ساخت این مسجد اطلاعاتی در دسترس نیست.
قلعه و آرامگاه داراخان یکی دیگر از آثار تاریخی روستا بود که متاسفانه به دلیل زیاده خواهی انسان‌ها در توسعۀ اراضی کشاورزی، از میان رفته است.

## زبان
زبان مردم این روستا کردی است و به لهجۀ اردلانی سخن می‌گویند، اگرچه مسافت این روستا به شهر کامیاران نسبت به شهر سنندج کوتاه‌تر است اما لهجه ساکنان آن به سنندج نزدیک تر است ( می‌توان گفت ترکیبی از هردو و یا یک زیرلهجۀ خاص و مجزا از آن دو).
در برخی از زیرلهجه‌‌های لهجۀ اردلانی اکر برخی از حروف، قبل یا بعد ار حروف صامت بیایند حذف یا تبدیل به همان حرف صامت می‎شوند. در کلمۀ مادستان هم همین اتفاق افتاده است، یعنی حرف « د » که بعد از « الف » آمده است و حرف « ت » که قبل از « الف » آمده است حذف شده‌اند و مادستان به ماسان تبدیل شده‌است. این همان اتفاقی است که در کلمۀ همدان می‌افتد و در هنگام تلفظ حرف « د » تلفظ نمی‌شود. و همینطور در کلمۀ اهواز که حرف ه تبدیل به آ می‌شود و اهواز، آواز تلفظ می‌شو.

## مردم
مردم روستای ماسان بیشتر به شغل کشاورزی و و تعداد اندکی به شغل دامداری مشغول هستند و از این طریق امرار معاش می‌کنند.